# Albert Amrhein
Franz Albert Amrhein (Francoforte sul Meno, 29 dicembre 1870 – Francoforte sul Meno, 20 maggio 1945) è stato un rugbista a 15 tedesco.
Partecipò ai Giochi della II Olimpiade di Parigi del 1900 conquistando una medaglia d'argento nel rugby a 15 con il SC 1880 Frankfurt, squadra rappresentante la Germania, di cui fu capitano e anche presidente.

## Palmarès
- Argento olimpico: 1

1900